# Ein Deutsches Album
Uzasadnienie:  wersja obcojęzyczna nie jest odrębnym albumem 
Ein deutsches album – niemieckojęzyczna wersja albumu Peter Gabriel (1980).

## Lista utworów
Wszystkie utwory napisane przez Petera Gabriela.
| 1. | „Eindringling”                    | 5:00  |
|    |                                   |       |
| 2. | „Keine Selbstkontrolle”           | 4:00  |
|    |                                   |       |
| 3. | „Frag mich nicht immer”           | 6:04  |
|    |                                   |       |
| 4. | „Schnappschuß (ein Familienfoto)” | 4:26  |
|    |                                   |       |
| 5. | „Und durch den Draht”             | 4:28  |
|    |                                   |       |
| 6. | „Spiel ohne Grenzen”              | 4:07  |
|    |                                   |       |
| 7. | „Du bist nicht wie wir”           | 5:32  |
|    |                                   |       |
| 8. | „Ein normales Leben”              | 4:21  |
|    |                                   |       |
| 9. | „Biko”                            | 8:55  |
|    |                                   |       |
|    |                                   | 46:53 |
|    |                                   |       |

## Muzycy
- Peter Gabriel – śpiew, pianino, syntezator, instrumenty perkusyjne
- Kate Bush – chórki w utworach „No Self Control” i „Games Without Frontiers”, oraz niekredytowane w „I Don't Remember"
- Jerry Marotta – perkusja, instrumenty perkusyjne
- Larry Fast – syntezator
- Robert Fripp – gitara w utworach „I Don't Remember” oraz „Not One of Us"
- John Giblin – gitara basowa
- Dave Gregory – gitara
- Tony Levin – Chapman stick w utworze „I Don't Remember"
- Phil Collins – perkusja w utworach „Intruder” i „No Self Control”; werbel w utworze „Family Snapshot”; surdo w utworze „Biko"
- Dick Morrissey – saksofon
- Morris Pert – instrumenty perkusyjne
- David Rhodes – gitary, chórki
- Paul Weller – gitara w utworze „And Through the Wire"
- Dave Ferguson – odgłosy w utworze „Biko"